# Kostel svatého Jiljí (Uhlířské Janovice)
Kostel svatého Jiljí je goticko-románská stavba nalézající se v centru města Uhlířské Janovice ve Středočeském kraji. Kostel pochází ze 13. století a je postaven z místního červeného pískovce. Kostelu předcházela kaple se stejným zasvěcením, tedy svatému Jiljí. Dnešní vzhled pochází z pera puristického architekta Ludvíka Láblera, který kostel přestavěl po jeho vyhoření v roce 1904. V kostele se nacházejí původní restaurované fresky.
Kostel je chráněn jako kulturní památka České republiky.